# Igeltjärnsdammen 1
Igeltjärnsdammen är en slamdamm till Bodåsgruvan i Hofors kommun i Gästrikland och ingår i Gavleåns huvudavrinningsområde.